# Ерицян, Гор
Гор Ерицян (26 декабря 1994, Ереван, Армения) — армянский боксёр-профессионал.
Победитель (2016) и бронзовый призёр (2014, 2015) чемпионата Армении среди любителей.

## Любительская карьера
В июне 2010 года стал бронзовым призёром чемпионата Европы среди юниоров в полулёгком весе (до 57 кг).
В августе 2011 года стал бронзовым призёром чемпионата Европы среди юношей в лёгком весе (до 60 кг).
В марте 2012 года стал чемпионом Армении среди юношей в 1-м полусреднем весе (до 64 кг).

### Чемпионат Армении 2014
Выступал в 1-м полусреднем весе (до 64 кг). Завоевал бронзовую медаль.

### Чемпионат Армении 2015
Выступал в 1-м полусреднем весе (до 64 кг). Завоевал бронзовую медаль.

### Чемпионат Армении 2016
Выступал в полусреднем весе (до 69 кг). В финале победил Армена Дарчиняна.

## Профессиональная карьера
Сотрудничает с промоутерской компанией «Punch Boxing Promotions». Тренируется у Фредди Роуча.
Дебютировал на профессиональном ринге 27 мая 2017 года. Одержал победу техническим нокаутом в 3-м раунде.
28 июля 2018 года победил бывшего претендента на титул чемпиона мира в лёгком весе южноафриканца Али Фунеку.
В июле 2023 года подписал контракт с промоутером Томом Лёффлером («360 Promotions»).
26 октября 2024 года нокаутировал в 5-м раунде экс-чемпиона мира во 2-м легчайшем весе колумбийца Хонатана Ромеро.

## Статистика боёв
В таблице перечислены результаты всех поединков боксёров.
В каждой строке указан результат поединка. Дополнительно номер поединка обозначен цветом, который обозначает итог поединка. Расшифровка обозначений и цветов представлена в нижеследующей таблице.
| Пример | Расшифровка                     |
| ------ | ------------------------------- |
|        | Победа                          |
|        | Ничья                           |
|        | Поражение                       |
|        | Планируемый поединок            |
|        | Поединок признан несостоявшимся |
| КО     | Нокаут                          |
| ТКО    | Технический нокаут              |
| PTS    | Решение судей (по очкам)        |
| UD     | Единогласное решение судей      |
| MD     | Решение большинства судей       |
| SD     | Раздельное решение судей        |
| RTD    | Отказ от продолжения боя        |
| DQ     | Дисквалификация                 |
| NC     | Поединок признан несостоявшимся |

| Бой | Дата             | Соперник                                | Место проведения                                                     | Результат | Примечание |
| --- | ---------------- | --------------------------------------- | -------------------------------------------------------------------- | --------- | --- |
| 22  | 21 июня 2025     | Вернон Браун (13-2-1)                   | Chumash Casino, Санта-Инес, Калифорния, США                          | KO7 (8)   | Ерицян в нокдауне в 7-м раунде.                                                                               |
| 21  | 21 февраля 2025  | Луис Эрнандес Рамос (23-6)              | Chumash Casino, Санта-Инес, Калифорния, США                          | KO2 (8)   | |
| 20  | 26 октября 2024  | Хонатан Ромеро (35-5)                   | Commerce Casino, Коммерс, Калифорния, США                            | KO5 (8)   | Ромеро в нокдауне во 2-м раунде.                                                                              |
| 19  | 26 июля 2024     | Арам Амирханян (15-0-1)                 | Commerce Casino, Коммерс, Калифорния, США                            | SD10 (10) | Потерял титул WBC Continental Americas в полусреднем весе (1-я защита Ерицяна). Счёт: 96-94 и 94-96 (дважды). |
| 18  | 23 февраля 2024  | Куинтон Рэндалл (13-1-1)                | Chumash Casino, Санта-Инес, Калифорния, США                          | UD10 (10) | Завоевал вакантный титул WBC Continental Americas в полусреднем весе. Счёт: 99-91 и 100-90 (дважды).          |
| 17  | 9 ноября 2023    | Луис Альберто Верон (20-7-2)            | Мэдисон-сквер-гарден, Нью-Йорк, штат Нью-Йорк, США                   | UD8 (8)   | |
| 16  | 26 августа 2023  | Рогелио Джун Долигес (25-4-2)           | Commerce Casino, Коммерс, Калифорния, США                            | KO2 (8)   | |
| 15  | 9 июня 2023      | Густаво Давид Виттори (28-14-1)         | Commerce Casino, Коммерс, Калифорния, США                            | KO2 (8)   | |
| 14  | 3 декабря 2020   | Махонри Монтес (36-9-1)                 | Wild Card Boxing, Лос-Анджелес, Калифорния, США                      | KO6 (8)   | |
| 13  | 13 декабря 2019  | Патрик Лопес (28-13)                    | The Corner Boxing Gym, Москва, Россия                                | TKO1 (8)  | |
| 12  | 2 ноября 2019    | Соки Сакаи (23-10-2)                    | Дигнити Хелс Спортс Парк, Карсон, Калифорния, США                    | UD8 (8)   | Счёт: 80-72, 79-73, 77-75.                                                                                    |
| 11  | 16 августа 2019  | Дерион Чапман (3-4-1)                   | Burbank Marriott, Бербанк, Калифорния, США                           | KO5 (6)   | |
| 10  | 9 февраля 2019   | Максимилиано Леонель Скальсоне (16-3-1) | Galaktika Culture Centre, Эстосадок, Краснодарский край, Россия      | KO1 (8)   | Скальсоне в нокдауне в 1-м раунде.                                                                            |
| 9   | 18 декабря 2018  | Элвин Лагумбай (10-3-1)                 | Pyramide, Казань, Татарстан, Россия                                  | TKO2 (10) | Завоевал вакантный титул WBO Youth в полусреднем весе.                                                        |
| 8   | 21 сентября 2018 | Хосе Луис Прието (26-5)                 | Boxing & Gym Academy, Москва, Россия                                 | RTD5 (8)  | |
| 7   | 28 июля 2018     | Али Фунека (39-9-3)                     | Galaktika Culture Centre, Эстосадок, Краснодарский край, Россия      | UD8 (8)   | 80-72 (все).                                                                                                  |
| 6   | 26 мая 2018      | Алексей Тухтаров (3-12-5)               | Lokomotiv Boxing Academy, Москва, Россия                             | RTD1 (8)  | |
| 5   | 17 марта 2018    | Михаил Авакян (29-32-5)                 | Floyd Mayweather Boxing Academy, Жуковка, Московская область, Россия | TKO8 (8)  | Авакян два раза в нокдауне в 3-м раунде.                                                                      |
| 4   | 24 ноября 2017   | Коба Каркашадзе (20-13-2)               | Pabellon Municipal, Седави, провинция Валенсия, Испания              | RTD3 (8)  | |
| 3   | 30 сентября 2017 | Роман Зинченко (3-0)                    | Sports Palace Quant, Троицк, Москва, Россия                          | RTD4 (6)  | |
| 2   | 4 августа 2017   | Андрей Долгожиев (10-28-2)              | Circus, Сочи, Краснодарский край, Россия                             | TKO4 (6)  | |
| 1   | 27 мая 2017      | Денис Кенжегалиев (2-8)                 | Event-Hall, Солнечный, Россия                                        | TKO3 (6)  | |
| Бой | Дата             | Соперник                                | Место проведения                                                     | Результат | Примечание |

## Титулы и достижения

### Любительские
- 2010  Бронзовый призёр чемпионата Европы среди юниоров в полулёгком весе (до 57 кг).
- 2011  Бронзовый призёр чемпионата Европы среди юношей в лёгком весе (до 60 кг).
- 2012  Чемпион Армении среди юношей в 1-м полусреднем весе (до 64 кг).
- 2014  Бронзовый призёр чемпионата Армении в 1-м полусреднем весе (до 64 кг).
- 2015  Бронзовый призёр чемпионата Армении в 1-м полусреднем весе (до 64 кг).
- 2016  Чемпион Армении в полусреднем весе (до 69 кг).

### Профессиональные
- Титул WBO Youth в полусреднем весе (2018).
- Титул WBC Continental Americas в полусреднем весе (2024).